# Papiro 90

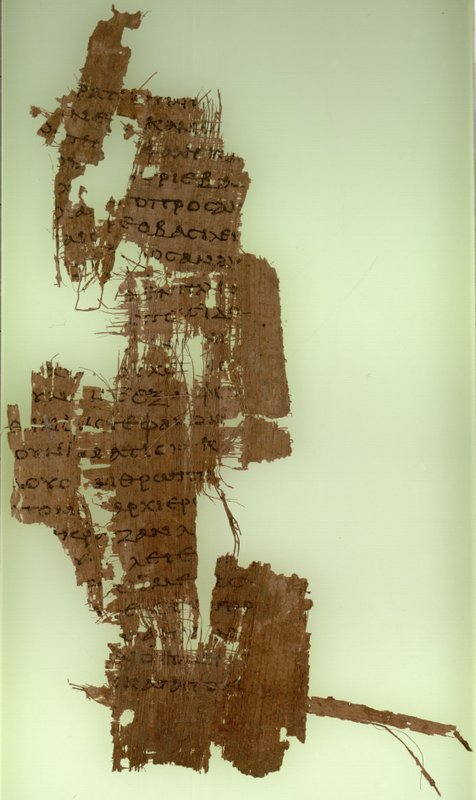
Juan 18:36-19:1r+19:1-7v

El Papiro 90 (en la Numeración Gregory-Aland), designado como {\displaystyle {\mathfrak {P}}}90, es un pequeño fragmento de Juan 18:36-19:7 fechado paleográficamente a finales del siglo II.
El texto griego de este códice es una representación del tipo textual alejandrino. Aland lo ubicó en la Categoría I (por su fecha).
Comfort dijo que el "{\displaystyle {\mathfrak {P}}}90 tiene afinidad textual [cercana] con el {\displaystyle {\mathfrak {P}}}66 ... [y] algo de afinidad con el א (Aleph)."
Actualmente está guardado en la Biblioteca Sackler (Papyrology Rooms, P. Oxy. 3523) en Oxford.

## Texto griego
El papiro está escrito en ambos lados. Los caracteres que están en estilo negrita son los se pueden ver en el {\displaystyle {\mathfrak {P}}}90.
Evangelio de Juan 18:36-19:1 (recto)

BAΣIΛEIA H EMH OI YΠHPETAI OI EMOI

HΓΩNIZONTO AN INA MH ΠAPAΔOΘΩ

TOIΣ IOYΔAIOIΣ NYN ΔE H BAΣIΛEIA H

EMH OYK EΣTIN ENTEYΘEN EIΠEN

OYN AYTΩ O ΠEIΛATOΣ OYKOYN BAΣI-

ΛEYΣ ΣY EI AΠEKPIΘH O IΣE ΣY ΛEΓEIΣ

OTI BAΣIΛEYΣ EIMI EΓΩ EIΣ TOYTO 

ΓEΓENNHMAI KAI EIΣ TOYTO EΛHΛYΘ-

A EIΣ TON KOΣMON INA MAPTYPH-

ΣΩ TH AΛHΘEIA ΠAΣ O ΩN EK THΣ

AΛHΘEIAΣ AKOYEI MOY THΣ ΦΩNHΣ

ΛEΓEI AYTΩ O ΠEIΛATOΣ TI EΣTIN

AΛHΘEIA KAI TOYTO EIΠΩN ΠAΛIN

EΞHΛΘEN ΠPOΣ TOYΣ IOYΔAIOYΣ

KAI ΛEΓEI AYTOIΣ EΓΩ OYΔEMIAN

EYPIΣKΩ EN AYTΩ AITIAN EΣTIN

ΔE ΣYNHΘEIA YMEIN INA ENA AΠ-

OΛYΣΩ YMEIN EN TΩ ΠAΣXA BOYΛE-

ΣΘE OYN INA AΠOΛYΣΩ YMIN TON

BAΣIΛEA TΩN IOYΔAIΩN EKPAYΓ-

AΣAN OYN ΠAΛIN ΛEΓONTEΣ MH

TOYTON AΛΛA TON BAPABBAN HN

DE O BAPABBAΣ ΛHΣTHΣ TOTE OYN

ΛABΩN O ΠEIΛATOΣ TON IΣE KAI EMA-

...
basileia ē emē oi upēretai oi emoi 

ēgōnizonto an ina mē paradothō 

tois ioudaiois nun de ē basileia ē 

emē ouk estin enteuthen eipen 

oun autō o peilatos oukoun basi-

leus su ei apekrithē o ise su legeis 

oti basileus eimi egō eis touto

gegennēmai kai eis touto elēluth-

a eis ton kosmon ina marturē-

sō tē alētheia pas o ōn ek tēs 

alētheias akouei mou tēs phōnēs 

legei autō o peilatos ti estin 

alētheia kai touto eipōn palin 

exēlthen pros tous ioudaious 

kai legei autois egō oudemian 

euriskō en autō aitian estin 

de sunētheia umien ina ena ap-

olusō umien en tō pascha boule-

sthe oun ina apolusō umin ton 

basilea tōn ioudaiōn ekraug-

asan oun palin legontes mē 

touton alla ton barabban ēn 

de o barabbas lēstēs tote oun 

labōn o peilatos ton ise kai ema-

...
reino, mis siervos por mi habrían

peleado, y por ello Yo no sería entregado

a los judíos: pero ahora este reino

mío no es de aquí. Le Dijo,

por lo tanto Pilato, "Entonces,

¿Eres tu rey?", Jesús respondió,  "Tu dijiste

que rey yo soy. Para esto

he nacido, y para esto

he venido al mundo, para

Testificar la verdad. Todo el que esta de parte de la

verdad escucha mi voz."

Le dijo Pilato, "¿Qué es la

verdad?" Y luego de haberlo dicho, otra vez

el salió ante los Judíos

y les dijo, "Yo no

encuentro en el falta.Hay,, 

además, una costumbre de ustedes, que

se libere a un hombre en la pascua:

¿Desean entonces que libera a

el Rey de los judíos?"

Ellos gritaron de nuevo, y dijeron, "¡No a este

hombre, si no a Barrabás!"

Y Barrabás era un ladrón. Por lo tanto

Pilato tomó a Jesús, y

Evangelio de Juan 19:1-7 (verso)

ΣTIΓΩΣEN KAI OI ΣTPATIΩTAI ΠΛE-

ΞANTEΣ ΣTEΦANON EΞ AKANΘΩN

EΠEΘHKAN AYTOY TH KEΦAΛH KAI

IMATION ΠOPΦYPOYN ΠEPIEBA-

ΛON AYTON KAI HPXONTO ΠPOΣ AY-

TON KAI EΛEΓON XAIPE O BAΣIΛEY-

Σ TΩN IOYΔAIΩN KAI EΔIΔOΣAN AY-

TΩ PAΠIΣMATA EΞHΛΘEN ΠAΛIN

O ΠEIΛATOΣ KAI LEΓEI AYTOIΣ IΔE

AΓΩ YMIN AYTON EΞΩ INA ΓNΩ-

TE OTI AITIAN EN AYTΩ OYX EYPIΣ-

KΩ EΞHΛΘEN OYN O IΣE EΞΩ ΦOP-

ΩN TON AKANΘINON ΣTEΦANON

KAI TO ΠOPΦYPOYN IMATION KAI

ΛEΓEI AYTOIΣ IΔOY O ANΘPΩΠOΣ

OTE OYN EIΔON AYTON OI APXIEPEIΣ

KAI OI YΠHPETAI EKPAZAN LEΓON-

TEΣ ΣTAYPΩΣON AYTON ΛEΓEI AY-

TOIΣ O ΠEIΛATOΣ ΛABETE YMEIΣ

AYTON KAI ΣTAYPΩΣATE EΓΩ ΓAP

OYX EYPIΣKΩ EN AYTΩ AITIAN

AΠEKPIΘHΣAN OI IOYΔAIOI HMEIΣ

NOMON EXOMEN KAI KATA TON
...

stigōsen kai oi stratiōtai ple-

xantes stephanon ex akanthōn

epethēkan autou tē kephalē kai

imation porphuroun perieba-

lon auton kai ērchonto pros au-

ton kai elegon chaire o basileu-

s tōn ioudaiōn kai edidosan au-

tō rapismata exēlthen palin

o peilatos kai legei autois ide

agō umin auton exō ina gnō-

te oti aitian en autō ouch euris-

kō exēlthen oun o ise exō phor-

ōn ton akanthinon stephanon

kai to porphuroun imation kai

legei autois idou o anthrōpos

ote oun eidon auton oi archeireis

kai oi upēretai ekrazan legon-

tes staurōson auton legei au-

tois o peilatos labete umeis

auton kai staurōsate egō gar

ouch euriskō en autō aitian

apekrithēsan oi ioudaioi ēmeis

nomon echomen kai kata ton
...

lo azotó. Y los soldados habiendo

entretejido una corona de espinas,

se la pusieron en la cabeza, y

una prenda de color púrpura le pusieron alrededor

de él, y ellos vinieron a el,

y dijeron "¡Buenos días, Rey

de los judíos!" y le daban

bofetadas con sus manos. Y y salió otra vez

Pilato, y dijo a ellos, "Vean,

se los traigo afuera, para que ustedes sepan que

alguna falta en el no encuentré."

Salió entonces Jesús afuera, vistiendo

la corona de espinas,

y la prenda púrpura. Y

Pilato les dijo, "Miren al hombre!"

Y cuando ellos vieron hacia el, los sacerdotes principales

y oficiales gritaron, diciendo,

"Al poste con él!". Les dijo

Pilato, "Tomenlo 

y cuélguenlo: porque Yo

no encuentro en el falta."

Respondieron los Judíos, "Nosotros

tenemos una ley, y de acuerdo a ella
...